# L'isola di Pascali (romanzo)
L'isola di Pascali (Pascali's Island) è un romanzo storico di Barry Unsworth del 1980, finalista al Booker Prize. 
Dal romanzo - pubblicato negli USA col titolo The Idol Hunter - è stato tratto il film omonimo del 1988, scritto e diretto da James Dearden, con Ben Kingsley, Charles Dance e Helen Mirren.

## Trama
1908. In un'isola che fa da avamposto dell'Impero ottomano, Basil Pascali - spia che riferisce regolarmente a Istanbul le attività della gente del luogo - teme di venir scoperto ad ogni momento. Quando un archeologo inglese arriva sull'isola, Pascali ne è sospettoso, e il coinvolgimento dell'archeologo con la donna da lui amata - una pittrice austriaca - alimenta ulteriori tensioni.

## Edizioni
- Barry Unsworth, L'isola di Pascali, Frassinelli, 1988,  p. 227.